# Honda Indy Toronto 2009
Honda Indy Toronto 2009 var ett race som var den tionde deltävlingen i IndyCar Series 2009. Dario Franchitti tog sin tredje seger för säsongen, och med det övertog han mästerskapsledningen. Scott Dixon var på väg att ta sig ut före Franchitti i samband med de andra depåstoppen, men en gulflagg kom ut vid fel tillfälle för Dixon och Alex Tagliani, och båda halkade längre bak. Dixon räddade en fjärdeplats, men tappade mästerskapsledningen. Paul Tracy och Hélio Castroneves duellerade om andraplatsen, när de bägge kolliderade. Ryan Briscoe blev istället tvåa, med Will Power som trea.

## Slutresultat
| Plats | Förare            | Team                     | Grid | Kvaltid  |
| ----- | ----------------- | ------------------------ | ---- | -------- |
| 1     | Dario Franchitti  | Chip Ganassi Racing      | 1    | 1.01,024 |
| 2     | Ryan Briscoe      | Team Penske              | 11   | 1.01,857 |
| 3     | Will Power        | Team Penske              | 2    | 1.01,285 |
| 4     | Scott Dixon       | Chip Ganassi Racing      | 8    | 1.01,871 |
| 5     | Justin Wilson     | Dale Coyne Racing        | 4    | 1.01,515 |
| 6     | Danica Patrick    | Andretti Green Racing    | 18   | 1.02,583 |
| 7     | Ryan Hunter-Reay  | A.J. Foyt Enterprises    | 12   | 1.01,968 |
| 8     | Marco Andretti    | Andretti Green Racing    | 17   | 1.02,213 |
| 9     | Alex Tagliani     | Conquest Racing          | 5    | 1.01,698 |
| 10    | Raphael Matos     | Luczo Dragon Racing      | 9    | 1.01,534 |
| 11    | Mário Moraes      | KV Racing Technology     | 13   | 1.01,970 |
| 12    | Hideki Mutoh      | Andretti Green Racing    | 22   | 1.03,041 |
| 13    | Ernesto Viso      | HVM Racing               | 16   | 1.02,157 |
| 14    | Dan Wheldon       | Panther Racing           | 21   | 1.02,841 |
| 15    | Ed Carpenter      | Vision Racing            | 19   | 1.02,590 |
| 16    | Tomas Scheckter   | Dreyer & Reinbold Racing | 14   | 1.01,868 |
| 17    | Tony Kanaan       | Andretti Green Racing    | 20   | 1.02,655 |
| 18    | Hélio Castroneves | Team Penske              | 10   | 1.01,795 |
| 19    | Paul Tracy        | KV Racing Technology     | 15   | 1.01,973 |
| 20    | Graham Rahal      | Newman/Haas Racing       | 3    | 1.01,330 |
| 21    | Richard Antinucci | Team 3G                  | 23   | 1.04,513 |
| 22    | Mike Conway       | Dreyer & Reinbold Racing | 6    | 1.02,009 |
| 23    | Robert Doornbos   | Newman/Haas Racing       | 7    | 1.01,441 |